# SSV Reutlingen 05
Sport- und Schwimmverein Reutlingen 05 e.V. é uma agremiação esportiva alemã, fundada a 9 de maio de 1905, sediada em
Reutlingen em Baden-Württemberg.

## História
O clube foi fundado como FC Arminia Reutlingen e foi renomeado SV Reutlingen 1905, em 1910. O clube fundiu-se com o 1. Schwimmverein 1911 para finalmente tomar a denominação atual em 1938.
O clube teve bom destaque após a Segunda Guerra Mundial, ao obter dois segundos lugares na Oberliga (I), em 1950 e 1955, e foi segundo na Regionalliga Süd, em 1963, ano de formação da Bundesliga. Após um segundo lugar na sua divisão, em 1965, o SSV participou das rodadas de promoção à Bundesliga, mas o destino o pôs de frente para dois times que viriam a se tornar os mais célebres da liga: Bayern de Munique e Borussia Mönchengladbach, que lutavam para estrear na nova liga naquele ano. O Reutlingen empatou em 1 a 1 com o Mönchengladbach, em sua terra natal, mas foram esmagados por 7 a 0, na volta, ficando eliminados da classificação a um ponto de distância.
O clube continuou na segunda divisão até o início dos anos 1970, quando caiu para a Amateur Oberliga Baden-Württemberg (III), e posteriormente à Verbandsliga Württemberg. O time passaria a maior parte dos anos no terceiro nível antes de fazer o caminho de volta ao segundo nível, ao conseguir o primeiro lugar em sua divisão. Sua aventura de três anos na 2. Bundesliga terminou, em 2003, ocasião em que a equipe foi penalizada em 6 pontos por conta de irregularidades financeiras do ano anterior. Apesar dos apelos, não houve como pagar o imenso débito. A equipe teve, portanto, negada uma licença para jogar a terceira divisão,  a Regionalliga Süd, sendo forçada a atuar na Oberliga Baden-Wurttemberg (IV).
O time terminou em primeiro lugar na Oberliga Baden-Württemberg, na temporada 2005-2006, voltando à Regionalliga Süd (III) para a temporada 2006-2007. O SSV permaneceu na terceira divisão por dois anos, e por pouco não conseguiu a promoção para a recém-formada 3. Liga ao fim da temporada 2007-2008. Sem direito a um lugar nesse novo campeonato, o time permaneceu na Regionalliga Süd, transformada então no quarto módulo do Campeonato Alemão.
Nas temporadas 2008-2009 e 2009-2010, o SSV terminou no meio da tábua de classificação. Também foi decepcionante sua saída precoce da WFV-Pokal em ambas as ocasiões. Em 2009-2010, a equipe ainda caiu mais de nível técnico. Apesar de terminar na décima-quarta posição na Regionalliga Süd, teve negada uma licença para jogar a quarta divisão devido à sua insolvência financeira. O time acabou rebaixado à Oberliga Baden-Württemberg para a temporada 2010-2011.

## Títulos
Liga
- Campeonato Amador Alemão
  - Campeão: (2) 1974, 1997;
- Oberliga Südwest (I): 1945-1963;
  - Vice-campeão: 1950;
- Oberliga Süd (I)
  - Vice-campeão: 1955;
- 2. Oberliga Süd (II)
  - Vice-campeão: (2) 1954, 1957;
- Regionalliga Süd (II): 1963–1974;
  - Vice-campeão: 1965;
- Regionalliga Süd (III)
  - Campeão: 2000;
- Oberliga Baden-Württemberg (III-IV)
  - Campeão: (3) 1989, 1992, 2006;
- Verbandsliga Württemberg (IV)
  - Campeão: 1985;
- Amateurliga Schwarzwald-Bodensee (III)
  - Campeão: (3) 1975, 1977, 1978;

Copas
- Württemberg Cup
  - Vencedor: (3) 1988, 1990, 1999;
  - Vice-campeão: (3) 1969, 1991, 1995;

## Cronologia recente
A recente performance do clube:
| Temporada | Divisão                    | Módulo | Posição |
| 1999–2000 | Regionalliga Süd           | III    | 1ª ↑    |
| 2000–01   | 2. Bundesliga              | II     | 7ª      |
| 2001–02   | 2. Bundesliga              | II     | 10ª     |
| 2002–03   | 2. Bundesliga              | II     | 16ª ↓   |
| 2003–04   | Oberliga Baden-Württemberg | IV     | 9ª      |
| 2004–05   | Oberliga Baden-Württemberg | IV     | 3ª      |
| 2005–06   | Oberliga Baden-Württemberg | IV     | 1ª ↑    |
| 2006–07   | Regionalliga Süd           | III    | 11ª     |
| 2007–08   | Regionalliga Süd           | III    | 12ª     |
| 2008–09   | Regionalliga Süd           | IV     | 12ª     |
| 2009–10   | Regionalliga Süd           | IV     | 18ª ↓   |
| 2010–11   | Oberliga Baden-Württemberg | V      | 14ª     |
| 2011–12   | Oberliga Baden-Württemberg | V      | 8ª      |